# Lipaleyrodes leguminicola
Lipaleyrodes leguminicola là một loài côn trùng cánh nửa trong họ Aleyrodidae, phân họ Aleyrodinae.
Lipaleyrodes leguminicola được Takahashi miêu tả khoa học đầu tiên năm 1942.